# 豐盈
豐盈，是日本純種競賽馬匹。生涯活躍於中長途賽事，曾於2003年勝出菊花賞。

## 出賽前
2000年5月26日出身於北海道千歲市社台牧場，成長途中於一口馬主俱樂部Shadai Race Horse Co. Ltd.進行馬主募集。
其後交由栗東訓練中心練馬師橋口弘次郎訓練。

## 競賽生涯

### 2歲
2002年11月2日出戰京都競馬場2歲新馬戰，比賽途中保持於先頭位置，進入直路後成功加速衝出下以3 1/2馬位優勢取得首勝。
其後出戰公開賽京都兩歲錦標，雖然於比賽中一直維持穩定的節奏，但於直路上一直被Eishin Champ無法透出，最終以第二完賽。
12月21日出戰短波電台盃兩歲錦標，比賽初段選擇於先頭第二的位置追趕領放馬推進，於進入直路後仍有餘力進一步加速拋離後方的對手，最終拉開4馬位巨大的距離取得首個分級賽冠軍。

### 3歲
2003年以彌生賞作爲年度首戰，但於比賽途中蹄鐵跌落下未能順利加速衝出，最終僅跑獲第六的戰績。
4月20日出戰皋月賞，比賽初段採用先行戰術於約莫第三的位置展開推進，然而於直路急劇失速之下被對手超越，最終以第七落敗。
其後出戰東京優駿（日本打吡），賽前因爲此前兩戰的不佳表現而僅獲第七人氣。比賽開始後，其一反常態地於後方位置推進，進入對面直路後開始發力不斷爬升，於第四彎道時候經已處於第二的位置。進入直路後，其嘗試繼續衝刺堅守自身的位置，最終僅敗於新宇宙及荒漠英雄取得第三。
入秋後其以神戶新聞盃作爲起動戰，但於其中僅獲得第五。
其後出戰菊花賞，本次比賽其落後二冠馬新宇宙、神戶新聞盃冠軍荒漠英雄、皋月賞亞軍櫻花會長及神戶新聞盃殿軍林肯取得第五人氣。比賽開始後，前方由Silk Champion帶出，豐盈和荒漠英雄處於中團位置，而新宇宙、林肯及櫻花會長則於後方位置追走。比賽途中，其於進入對面直路後經已發力進行長距離加速，於第四彎道時成功超越前方的領放馬取得領先。進入直路後，縱然其剛才不斷以高速奔跑進佔位置，但仍然可以繼續保持衝刺，最終成功阻止後方林肯及新宇宙的來襲下，以3/4馬位優勢率先衝線奪得首個一級賽冠軍，亦達成父子制霸。
11月30日出戰日本盃，縱然其一直處於先頭位置追趕快放的跳舞城推進，但於直路上仍然無法縮窄和對手之間的距離，最終被拉開9馬位落敗得第二。
12月28日出戰有馬紀念，比賽初段以積極的策略搶佔位置領放，然而於比賽途中表現欠佳未能守住位置，最終不斷失速下以尾二第十一大敗。

### 4歲
2004年雖然其於年初的阪神大賞典以第二的有優秀戰績完賽，但於其後的春季天皇賞中受到快步速影響以失速，最終以第十六大敗。
其後出戰金鯱賞及寶塚紀念，於其中稍微回勇下分別取得第三及第五的入板戰績。
然而寶塚紀念過後，陣營發現其右前腳有肌腱炎的症狀，因而安排其進入長期休養。

### 5歲
2005年4月9日於公開賽大阪漢堡盃復出，在其中跑第四的不俗戰績。
其後出戰春季天皇賞，然而於直路再度失速之下以第十大敗，賽後更被發現肌腱炎復發，最終陣營決定安排其退役。

### 詳細賽績
| 日期       | 舉辦國家 | 馬場 | 距離   | 級別 | 賽事名稱           | 負重 | 騎師     | 馬號 | 出馬 | 名次 | 時間   | 頭馬（二馬）     |
| ---------- | -------- | ---- | ------ | ---- | ------------------ | ---- | -------- | ---- | ---- | ---- | ------ | ---------------- |
| 2/11/2002  | 日本     | 京都 | 草2000 |      | 2歲新馬            | 54   | 河内洋   | 10   | 10   | 1    | 2:01.8 | （Suzuka Dream） |
| 23/11/2002 | 日本     | 京都 | 草2000 | OP   | 京都兩歲錦標       | 55   | 後藤浩輝 | 1    | 10   | 2    | 2:01.2 | Eishin Champ     |
| 21/12/2002 | 日本     | 阪神 | 草2000 | GIII | 短波電台盃兩歲錦標 | 55   | 河内洋   | 9    | 14   | 1    | 2:04.5 | （Chikiri Teio） |
| 9/3/2003   | 日本     | 中山 | 草2000 | GII  | 彌生賞             | 56   | 武豐     | 2    | 11   | 6    | 2:02.6 | Eishin Champ     |
| 20/4/2003  | 日本     | 中山 | 草2000 | GI   | 皋月賞             | 57   | 安藤勝己 | 11   | 18   | 8    | 2:02.2 | 新宇宙           |
| 1/6/2003   | 日本     | 東京 | 草2400 | GI   | 東京優駿           | 57   | 安藤勝己 | 18   | 18   | 3    | 2:28.7 | 新宇宙           |
| 28/9/2003  | 日本     | 阪神 | 草2000 | GII  | 神戶新聞盃         | 56   | 安藤勝己 | 5    | 13   | 5    | 2:00.4 | 荒漠英雄         |
| 26/10/2003 | 日本     | 京都 | 草3000 | GI   | 菊花賞             | 57   | 安藤勝己 | 8    | 18   | 1    | 3:04.8 | （林肯）         |
| 30/11/2003 | 日本     | 東京 | 草2400 | GI   | 日本盃             | 55   | 安藤勝己 | 4    | 18   | 2    | 2.30.2 | 跳舞城           |
| 28/12/2003 | 日本     | 中山 | 草2500 | GI   | 有馬紀念           | 55   | 安藤勝己 | 8    | 12   | 11   | 2.34.2 | 吉兆             |
| 21/3/2004  | 日本     | 阪神 | 草3000 | GII  | 阪神大賞典         | 58   | 安藤勝己 | 5    | 9    | 2    | 3:08.6 | 林肯             |
| 2/5/2004   | 日本     | 京都 | 草3200 | GI   | 春季天皇賞         | 58   | 安藤勝己 | 1    | 18   | 16   | 3:20.8 | Ingrandire       |
| 29/5/2004  | 日本     | 中京 | 草2000 | GII  | 金鯱賞             | 59   | 安藤勝己 | 8    | 12   | 3    | 1:57.9 | 跳舞城           |
| 27/5/2004  | 日本     | 阪神 | 草2200 | GI   | 寶塚紀念           | 58   | 杜滿萊   | 5    | 15   | 5    | 2:12.0 | 跳舞城           |
| 9/4/2005   | 日本     | 京都 | 草2500 | OP   | 大阪漢堡盃         | 59   | 杜滿萊   | 6    | 12   | 4    | 2:32.7 | 大金駒           |
| 1/5/2005   | 日本     | 京都 | 草3200 | GI   | 春季天皇賞         | 58   | 岩田康誠 | 1    | 18   | 10   | 3.17.3 | 鈴鹿間風         |

## 退役後
退役後，豐盈成爲了配種馬，於北海道早來町（今安平町）社台Stallion Station休養，在2006年進行配種，首批子嗣於2007年出生。首批子嗣可於2009年出賽，8月9日經已有中央的子嗣在新馬戰中取勝。
2007年其被轉移至北海道新日高町Rex Stud，在此地繼續進行配種。
2010年於配種季過後由配種馬退役，接受閹割手術後前往北海道苫小牧市北方馬匹公園作爲乘騎馬使用。
2017年由乘騎馬退役，被轉移至北海道南幌町南幌馬術公園進行養老生活。

## 血統簡介
父系夜舞爲日本賽駒，生涯戰績優秀，曾勝出一級賽菊花賞。祖父週日寧靜是美國三冠賽雙冠馬，退役後在日本配種，在日本馬壇相當成功，贏得多項分級賽事，其子嗣贏得巨額獎金，連續12年成為日本冠軍種馬。
母系Bubble Prospector爲美國出身的愛爾蘭賽駒，生涯戰績不佳僅勝出一場賽事。外祖父Miswaki爲美國生產的法國賽駒，生涯戰績不俗，曾勝出一級賽撒拉曼德大賽。

### 血統表
| 父線：週日寧靜系（Halo系）                       |                               |                    |                 |
| 種馬 夜舞 1993年（棗色）                         | 週日寧靜 1986年（棕色）       | Halo               | Hail to Reason  |
| 種馬 夜舞 1993年（棗色）                         | 週日寧靜 1986年（棕色）       | Halo               | Cosmah          |
| 種馬 夜舞 1993年（棗色）                         | 週日寧靜 1986年（棕色）       | Wishing Well       | Understanding   |
| 種馬 夜舞 1993年（棗色）                         | 週日寧靜 1986年（棕色）       | Wishing Well       | Mountain Flower |
| 種馬 夜舞 1993年（棗色）                         | Dancing Key 1983年（棗色）    | 尼真斯基           | 北地舞人        |
| 種馬 夜舞 1993年（棗色）                         | Dancing Key 1983年（棗色）    | 尼真斯基           | Flaming Page    |
| 種馬 夜舞 1993年（棗色）                         | Dancing Key 1983年（棗色）    | Key Partner        | Key to the Mint |
| 種馬 夜舞 1993年（棗色）                         | Dancing Key 1983年（棗色）    | Key Partner        | Native Partner  |
| 繁殖雌馬 Bubble Prospector 1984年（栗色）        | Miswaki 1977年（栗色）        | 淘金者             | Raise a Native  |
| 繁殖雌馬 Bubble Prospector 1984年（栗色）        | Miswaki 1977年（栗色）        | 淘金者             | Gold Digger     |
| 繁殖雌馬 Bubble Prospector 1984年（栗色）        | Miswaki 1977年（栗色）        | Hopespringseternal | Buckpasser      |
| 繁殖雌馬 Bubble Prospector 1984年（栗色）        | Miswaki 1977年（栗色）        | Hopespringseternal | Rose Bower      |
| 繁殖雌馬 Bubble Prospector 1984年（栗色）        | Bubble Company 1977年（栗色） | 利法爾             | 北地舞人        |
| 繁殖雌馬 Bubble Prospector 1984年（栗色）        | Bubble Company 1977年（栗色） | 利法爾             | {{{mmfm}}}      |
| 繁殖雌馬 Bubble Prospector 1984年（栗色）        | Bubble Company 1977年（栗色） | Prodice            | Prominer        |
| 繁殖雌馬 Bubble Prospector 1984年（栗色）        | Bubble Company 1977年（栗色） | Prodice            | Euridice        |
| 雌系：號族：1-b                                  |                               |                    |                 |
| 五代內近親交配：北地舞人 4×4、Raise a Native 5×4 |                               |                    |                 |

## 命名由來
名字That's the Plenty（ザッツザプレンティ）意思是「這就是最高」，香港則翻譯为「豐盈」。

## 外部連結
- 豐盈 netkeiba.com （页面存档备份，存于）
- 血統表 （页面存档备份，存于）